# Türkyurdu, Karkamış
Türkyurdu là một xã thuộc huyện Karkamış, tỉnh Gaziantep, Thổ Nhĩ Kỳ. Dân số thời điểm năm 2011 là 38 người.